# Tatarak (jezioro)
Tatarak (niem. Pansdorfer See) – czwarte co do wielkości jezioro Pojezierza Legnickiego.
Zajmuje powierzchnię ok. 20 ha. Położone jest w okolicy wsi Jakuszów i Jezierzany w gminie Miłkowice. Tatarak leży około 2 km na północny zachód od granic administracyjnych Legnicy i około 3 km na południowy wschód od Miłkowic.
Niekiedy mylone z innym, sztucznym zbiornikiem wodnym w Jezierzanach.